# Yvan Craipeau
Pour les articles homonymes, voir Crépeau.
Yvan Craipeau, né le 24 septembre 1911 à La Roche-sur-Yon et mort le 13 décembre 2001  dans le 12e arrondissement de Paris, est un militant trotskiste français, qui fut ensuite président de la Fédération des Alpes-Maritimes du Parti socialiste unifié (PSU).

## Biographie

### De Poitiers à la Seconde Guerre mondiale
Yvan Craipeau, fils d'un militant socialiste SFIO, commença à militer au lycée, à Poitiers, en organisant un groupe marxiste, ce qui lui valut son expulsion en 1928 pour « anti-militarisme » . Arrivé à Paris, inscrit en classe préparatoire à Henri-IV , il se rend alors aux locaux de La Vérité à la rencontre de la gauche communiste, entrant ensuite à la Ligue communiste, créée en 1930 autour de Pierre Naville et Raymond Molinier. Après avoir fondé une section locale des Jeunesses communistes (JC) en Vendée, lors de vacances en 1930, il est expulsé des JC en 1934 pour « fractionnisme », il devint l'un des membres du comité exécutif de la Ligue communiste, chargé du développement d'une branche de jeunesse, jusqu'à la dissolution de cette dernière organisation en 1934.
Ayant présidé un meeting d'un millier de personnes, dans le 11e, le 12 janvier 1933, au cours duquel socialistes, communistes et trotskistes prennent la parole, il représente la Ligue après les émeutes du 6 février 1934, en compagnie de Gérard Rosenthal et de Pierre Frank, lors de la négociation avec des membres de la SFIO, dont Marceau Pivert, afin de former un front uni. Les trotskistes adoptent alors une position d'entrisme non dissimulé à la SFIO, formant le Groupe Bolchévique-léniniste (BL) au sein de cette dernière. Avec Marcel Hic, David Rousset, Louis Rigaudias et Jean van Heijenoort, il fait alors partie de la direction des BL au sein des Jeunesses socialistes (JS), dont il préside la fédération de Seine-et-Oise . Yvan Craipeau est par ailleurs membre du service d'ordre de la SFIO, les TTPS (« Toujours Prêt Pour Servir »), animés par Serge Tchakhotine.
Il devient en 1935 le secrétaire personnel de Léon Trotski, alors exilé en Norvège, puis, opposé au conflit entre Raymond Molinier et Pierre Naville, décide de créer, avec Fred Zeller, ex-dirigeant des Jeunesses socialistes, et Jean Rous, les Jeunesses socialistes révolutionnaires (JSR) avec le journal Révolution . Outre quelques trotskystes, les JSR rassemblent des jeunes communistes ayant rompu avec le PCF et quelques membres de l'ultragauche .
Après la publication de La Révolution trahie (1936) par Trotski, Craipeau entame un nouvel examen de la situation soviétique, concluant finalement que l'URSS n'est pas un « État ouvrier dégénéré » comme l'affirme le « Vieux », mais un système « collectiviste bureaucratique », expression qui connait à son tour un certain succès dans certains milieux trotskistes.
En 1938, il est partisan de l'adhésion du Parti ouvrier internationaliste (POI, créé en juin 1936 avec son concours actif) au Parti socialiste ouvrier et paysan (PSOP) de Marceau Pivert, et adhère à celui-ci en février 1939 avec une minorité de dissidents du POI. Il lance alors la revue La Voie de Lénine qui regroupe une tendance du PSOP opposée au pacifisme, et organise une fraction, les « Comités pour la IVe Internationale » . Ceux-ci sont exclus le 20 novembre 1939 du PSOP.
Parallèlement à son engagement politique, Craipeau s'investit aussi dans le syndicalisme, notamment au sein de la Fédération unitaire de l'enseignement, dans les périodes où il exerce le métier d'instituteur (à partir de 1933) dans une école de Taverny.

### La Seconde Guerre mondiale
Yvan Craipeau est réformé pendant la « drôle de guerre ». Avec Jean Rous, Daniel Guérin et Barta (rapidement exclu), il forme le « Comité pour la IVe Internationale » qui diffuse, en parallèle à La Voix de Lénine, L'Étincelle. Ils prônent alors le « défaitisme révolutionnaire » .
Après l'armistice de juin 1940, le Comité s'unit avec les Jeunesses socialistes révolutionnaires de Fred Zeller et le POI, exsangue. Ils utilisent sous Vichy les Auberges de jeunesse comme couverture de leur action et sortent, avec Marcel Hic, le 30 août 1940 le premier journal clandestin de l'Occupation , La Vérité, organe bolchevique-léniniste. Il publie la revue de la IVe Internationale et met sur pied deux locaux d'impression clandestins.
Après l'arrestation de la plupart des membres du POI en 1943, il devient chargé de la propagande du POI visant la Wehrmacht. Échappant à de nombreuses reprises aux arrestations de la Gestapo, il est blessé en janvier 1944, puis participe à la réunification des trotskistes qui conduit à la création du Parti communiste internationaliste (PCI) en février 1944.

### Après guerre: du PCI au PSU
Après guerre, il est élu secrétaire général du PCI en 1946. Se présentant en tant que candidat PCI à Taverny (Val-d'Oise) aux législatives de 1946, il manque d'être élu de quelques centaines de voix. La même année, il devient membre du secrétariat international de la IVe Internationale, mais quitte le parti, avec sa tendance, en 1948, lui-même ne croyant pas en une crise imminente du capitalisme, et celle-ci défendant l'union avec des secteurs dissidents des Jeunesses socialistes et une partie de la gauche de la SFIO. Il joue malgré lui un rôle important dans la dissolution des jeunesses socialistes décidées par la SFIO en 1947 lorsque sont découvertes les relations très proches qu'il entretient avec la direction de cette organisation de jeunesse, notamment par le biais d'André Essel.
Yvan Craipeau se retire alors provisoirement du militantisme politique, devenant en 1951 professeur de lettres à Basse-Terre, en Guadeloupe, où il devient cependant rapidement secrétaire à la FEN. Il appuie alors la grève des travailleurs agricoles dans le secteur de la canne à sucre. Par ailleurs, il écrit alors quelques articles pour France Observateur, l'hebdomadaire de Claude Bourdet, un chrétien de gauche.
En 1954, il revient en métropole, participant à la création de la Nouvelle Gauche, qui finit par participer à la fondation de l'Union de la gauche socialiste. En 1958, il est élu au bureau national de celle-ci , qui finit par conduire à la création du PSU (1960), parti auquel France Observateur s'associe de près. Dirigeant de la fédération des Alpes-Maritimes du PSU, Yvan Craipeau reste cadre dirigeant de ce parti de nombreuses années, écrivant par ailleurs sur la politique.

## Publications
- Chaînes de misère, chaînes de combat, Paris, 1933
- La Révolution qui vient, Paris, 1957
- Le Mouvement trotskiste en France, Paris, 1971
- Maintenant il faut choisir, éd. de la fédération PSU des Alpes-Maritimes
- Le Pouvoir à prendre, Paris, Syros, 1976
- Contre vents et marées. Les révolutionnaires pendant la Seconde Guerre mondiale, Paris, Savelli, 1977
- La Libération confisquée, Paris, Savelli, 1978
- Ces pays que l’on dit socialistes..., Paris, EDI, 1982
- Mémoire d’un dinosaure trotskiste, Paris, L'Harmattan